# 坂城町鉄の展示館

坂城町地図

坂城町鉄の展示館（さかきまちてつのてんじかん）は、長野県埴科郡坂城町坂城にある町立博物館。「坂城町鉄の展示館条例」に基づき運営されている。

## 概要
平成14年（2002年）に、町出身の人間国宝の刀匠 宮入行平が伝承した刀剣技術と町の製鉄の歴史を紹介することを目的として開設された。鎌倉時代の古刀から現代の名工の作品まで、日本の伝統技術を集結した刀剣や刀装具の中心に展示し、「刀と太刀の違い」、「日本刀ができるまで」などをパネルで解説している。
所蔵品には、宮入行平の弟弟子金子篤司制作「宮入行平像」や、平成27年（2015年）に俳優の故・高倉健から遺贈された旧蔵品がある。
平成25年(2012年)「画家・小松美羽ふるさと坂城を描く～神ねずみと唐ねこさま～」、2015年「ヱヴァンゲリヲンと日本刀展」等数々の企画展を実施している。

## 利用情報

### 観覧料
- 一般　：400円（団体300円）
- 中学生以下無料

### 開館時間
- 午前9時～午後5時（入館は4時30分まで）

### 休館日
毎週月曜日（月曜が休日の場合翌日 並びに年末年始）

## 交通
- 上信越自動車道坂城I.C.より
- しなの鉄道坂城駅下車 徒歩3分